# OktoEcho
Oktoecho est un ensemble musical se spécialisant dans le métissage des musiques du Moyen-Orient, l’Occident. et Autochtone du Canada. L'ensemble et placé sous la direction artistique de la compositrice Katia Makdissi-Warren et de la co-directrice du volet autochtone la chanteuse de gorge inuit Lydia Etok.

## Ensemble
Oktoecho est spécialisé dans le métissage des musiques du Moyen-Orient, Autochtone et de l’Occident. Sous la direction artistique de la compositrice Katia Makdissi-Warren.
L’ensemble crée des œuvres québécoises originales tout en explorant un esthétisme qui incarne un monde dont la fusion des différentes traditions transcende les frontières. Dans leur dernière création, Saimaniq, Oktoecho propose quelque chose de nouveau : une expérience multimédia qui accompagne une création originale autour du katajjaq. Des polyrythmies des déserts émiratis, des flûtes japonaise et scandinave et de la musique électronique se joignent aux chants de gorge pour revisiter et rendre hommage à la beauté et à la richesse de l'art inuit.
Oktoecho suscite un intérêt public et médiatique des plus favorables.[réf. nécessaire] L’ensemble a présenté plusieurs concerts, participé à de nombreux événements (Festival Présence Autochtone, Festival du monde arabe, Festival Séfarad, l’Off festival de jazz de Montréal...).
Oktoecho a collaboré avec des artistes renommés tels que Naseer Shamma (Égypte), Marcel Khalifé et Charbel Rouhana (Liban), Rachid Zeroual (Maroc), Farida (Irak), Peter Herbert (en) (Autriche), Lena Chamamyan (Syrie) et Sergio Puccini (Argentine).
Outre ses concerts au Québec et au Canada, la musique d'Oktoecho résonne dans les salles de l'exposition permanente de Burj-Khalifa de Dubaï, plus haute tour du monde.

## Katia Makdissi-Warren
Katia Makdissi-Warren étudie la composition à Québec et à Hambourg puis, les musiques arabe et syriaque à Beyrouth. Elle étudie et participe à des stages auprès de Ennio Morricone, Franco Donatoni, Manfred Stahnke et P. Louis Hage.
Compositrice innovatrice, spécialisée dans la rencontre des musiques du Moyen-Orient et de l’Occident, Makdissi-Warren signe les musiques des salles d'exposition multimédia de la plus haute tour Burj Khalifa de Dubaï. En septembre dernier elle compose également une trame sonore pour l’événement international TedX Beirut.
Ses compositions sont régulièrement interprétées dans plusieurs pays (France, Allemagne, Argentine, Espagne, Canada, etc.) par différents artistes comme Sergio Puccini ou Marcel Khalife.

## Discographie
- Éponyme (2009)
- La 5e route bleue[8] (2010)
- At The Top (Burj Khalifa) (2011)
- Saimaniq[9] (avril 2018)
- Transcestral (2022)

## Historique de concerts
- février 2018 : Gala des prix opus – Conseil Québécois de la musique – Saimaniq
- janvier 2018 : Bird Oriental Miscellany – Salle Bourgie
- décembre 2017 : Magie d’Andalousie – Salle Oscar Peterson – Orchestre Sépharade Andalou (Avec Benjamin Bouzaglo et Leila Gouchi)
- novembre 2017 : Les cordes de la tolérance – Série de trois concerts au Maroc (Casablanca, Rabat) avec Les Violons du Roy, Rachid Zeroual, Leila Gouchi, Didem Dermen et Binnaz Celik
- novembre 2017 : Cordes à l’Est – Festival du monde arabe
- novembre 2017 : Par-delà les frontières – Basilique Notre-Dame à Québec
- septembre 2017 : Doulab – Festival de la maison de la Syrie
- septembre 2017 : Saimaniq – Fête de la musique de Tremblant
- août 2017 : Tendance – Festival Présence Autochtone
- juin 2017 : Pow-wow de l’amitié – dans le cadre du 375e de Montréal – Parc Ahuntsic
- YUL-AC Musiques – Maison de la culture Ahuntsic – Avec Leila Gouchi
- avril 2017 : Transmission – Maison de la culture Ahunstic
- février 2017 : Événement pour la paix et le soutien à la communauté musulmane
- décembre 2016 : Série de 4 concerts - Au-delà des frontières – Avec I musici de Montréal et Leila Gouchi
- décembre 2016 : Une seule voie – Théâtre Outremont
- novembre 2016 : Transcestral – Place des arts – Festival du monde arabe
- octobre 2016 - Divine Palmyre – Place des arts – Festival du monde arabe
- octobre 2016 – Répétition publique dans le cadre des journées de la culture
- septembre 2016 – Atelier de percussions en collaboration avec La maison de la Syrie – Festival des Cultures Syriennes de Montréal
- juillet 2016 – Yamal el Sham – Beiteddine Art Festival – Tournée au Liban
- avril 2016 – Transcestral - Incantation – Monument National
- février 2016 : Performance au gala de l’union des ambassadeurs arabes au Château Laurier – avec Leila Gouchi
- décembre 2015 : L’Orient Klez’ – Destination Québec – Avec Marie-Jo Thério et Kleztory – Théâtre Outremont
- décembre 2015 : Fusion d’Orient et Ondes Sacrées Voix d’Arabie– Festival Séfarad – Théâtre Outremont
- décembre 2015 : Trilogie Andalouse – Théâtre Outremont
- novembre 2015 : Sirène des sables – Avec Lynda Tahlie – Rialto Montréal
- novembre 2015 : Omar Bachir – National - Montréal
- novembre 2015 : Takasim à corps perdu : Festival du monde arabe – Avec Arnold et Balint Petz
- septembre 2015 : Polyphonie Chrétienne – Sanctuaire du Sacré-Cœur
- septembre 2015 : 5e route bleue – Musée de la civilisation - Québec
- août 2015 – Eskoumina – Place des Festivals
- août 2015 : Transcestral : Place des Festivals
- décembre 2014 : Désert d’Orient et Jardin d’Espagne – Maison de la culture Côte-des-neiges